# Carebaco-Meisterschaft 1972
Die Carebaco-Meisterschaft 1972 im Badminton fand vom 20. bis zum 25. November 1972 in Kingston in Jamaika statt. Es war die erste Auflage der Titelkämpfe.

## Finalergebnisse
| Disziplin    | Sieger                | Finalist          | Ergebnis            |
| ------------ | --------------------- | ----------------- | ------------------- |
| Herreneinzel | Romeo Ebeciljo Caster | Richard Wong      | 11-15, 17-16, 15-13 |
| Dameneinzel  | Jennifer Haddad       | Margaret Parslow  | 11-4, 11-4          |
| Herrendoppel | nicht ausgetragen     | nicht ausgetragen | nicht ausgetragen   |
| Damendoppel  | nicht ausgetragen     | nicht ausgetragen | nicht ausgetragen   |
| Mixed        | nicht ausgetragen     | nicht ausgetragen | nicht ausgetragen   |

## Teamwettbewerb
- 1.  Jamaika (Frank  Parslow (Teammanager), Richard Roberts (Kapitän), Keith Palmer, Anthony Garcia, Richard Wong, Paul Nash, Margaret Parslow, Jennifer Haddad, Barbara Tai Tenn Quee, Christine Bennett)
- 2.  Suriname (Lilian Bendter, Ann Hensen, Lilian Abendanon, Walther Illes, Reginald Chin Jong, Theo Bueno de Mesquita, Raymond Sjauw Mook, Romeo Ebeciljo Caster)
- 3.  Guyana
- 4.  Trinidad und Tobago